# Antic Pont del Ferrocarril (Santa Bàrbara)
L'Antic Pont del Ferrocarril és una obra de Santa Bàrbara (Montsià) inclosa a l'Inventari del Patrimoni Arquitectònic de Catalunya.

## Descripció
El pont estava situat al barri de l'estació, concretament al km. 15 de la carretera TV-350, a l'est del nucli urbà. Es tracta d'un pontó de tres llums d'uns 22 metres de llarg per 9 metres d'ample. S'articula a partir d'un cos central sobresortint flanquejat per dos estreps en el qual s'obren els tres ulls. El central, allindat, té una amplada de tres metres i està flanquejat per dos arcs de mig punt. Tot el cos central està construït amb grans blocs de pedra tallada disposats horitzontalment, exceptuant els arcs de mig punt, fets amb maó.

## Història
L'arribada del ferrocarril a Santa Barbàra es produeix a mitjans del segle xix, quan es construeix la línia Barcelona-València. El pes de la ciutat de Tortosa determinà el traçat del ferrocarril per les Terres de l'Ebre i en conseqüència, el seu pas per Santa Barbàra. El primer tren arribarà al municipi el 19 de març de 1867.
El pont estava situat al km. 178,300 de la línia de ferrocarril de Tarragona a València, tram Tortosa-Ulldecona, justament on hi havia la intersecció de l'antic camí d'Amposta amb el barranc del Pelòs. La construcció d'aquest pont es va fer necessària per salvar el pas de l'esmentat barranc.
La construcció de la nova carretera d'Amposta (T-350) va obligar a crear un pas a nivell per salvar el creuament de la línia fèrria i l'any 1955 es va construir un pont per al tren sobre aquesta carretera. Amb aquestes dues actuacions el pas inferior del pont del ferrocarril original va quedar relegat. L'any 1986 es va anul·lar desmantellar el tram de via entre Tortosa i Freginals i va començar el seu desmantellament. El pont es va veure afectat per la construcció de la carretera de circumval·lació de Santa Bàrbara i, donada la transformació del pont en un referent d'identitat per a la població, es decidí traslladar-lo i emplaçar-lo a la rotonda d'accés al poble.